# Magdalena (kommun i Beni)
Magdalena är en kommun i den bolivianska provinsen Iténez i departementet Beni. Den administrativa huvudorten är Magdalena.